# Larry Ochs
Pour les articles homonymes, voir Ochs.
Larry Ochs est un saxophoniste américain de jazz. Il est l'un des membres fondateurs du groupe Rova Saxophone Quartet et du label Metalanguage Records. 

## Biographie
Larry Ochs étudie quelque temps la trompette mais son instrument de prédilection est le saxophone, en particulier le ténor et le sopranino. Il travaille également en tant que producteur de disques et gère le studio Twelve Stars Studio en Californie. En 1977 il se marie avec la poétesse américaine Lyn Hejinian et forme en octobre à San Francisco le groupe Rova Saxophone Quartet, avec quatre autres musiciens californiens, Andrew Voigt, Bruce Ackley et John Raskin. Au cours de son histoire le groupe a effectué plus d'une trentaine de tournées à travers l'Europe, de multiples représentations aux États-Unis et enregistré plusieurs dizaines d'albums. L'année suivante en 1978, Ochs fonde avec Henry Kaiser son label, Metalanguage Records destiné à la musique improvisée. 
Dans la deuxième moitié des années 1980, Ochs forme le groupe Room en compagnie de Chris Brown et William Winant, un trio jouant de la musique contemporaine souvent improvisée, mêlant saxophone, piano, musique numérique et percussions. Le groupe continue à jouer jusque 1994.
À partir de 1991, Ochs et le groupe Room s'associe au trio Double Trio du saxophoniste Glenn Spearman pour former un sextet. La collaboration avec Spearman se poursuit jusque 1998 et ils enregistrent ensemble quatre CD. À partir de 1994, Ochs participe également au nouveau groupe originaire de San Francisco, What We Live formé par le contrebassiste Lisle Ellis, un trio de musique improvisée constitué de Ochs et de Donald Robinson à la batterie. Ils effectuent une tournée en Europe et aux États-Unis, enregistrant ensemble six cd. En 1997 et pendant quatre ans, Ochs participe à l'orchestre du contrebassiste John Lindberg, participe aux enregistrements et réalise une tournée avec le groupe en 1999 et l'année suivante.
Ochs est aussi compositeur en particulier en 1994 pour la musique Goya's L.A de l'écrivain Leslie Scalapino ou de Letters Not About Love, nommé en 1998 meilleur film documentaire au festival South by Southwest. Il forme en 2007 le groupe Kihnoua avec le chanteur Dohee Lee et le batteur Scott Amendola et font paraître l'album Unauthorized Caprices en 2010.

## Discographie sélective

### En leader
| Enregistrement | Nom de l'album                  | Label et notes       |
| -------------- | ------------------------------- | -------------------- |
| 1995           | The Secret Magritte             | Black Saint Records. |
| 2002           | The Neon Truth                  | Black Saint Records. |
| 2007           | Out Trios Vol. 5: Up from Under | Atavistic Records.   |

### Collaborations
| Enregistrement | Leader           | Nom de l'album           | Label                               |
| -------------- | ---------------- | ------------------------ | ----------------------------------- |
| 1997           | Glenn Spearman   | Blues for Falasha        | Tzadik.                             |
| 1997           | Scott Fields     | Sonotropism              | Music And Arts Programs Of America. |
| 1998           | John Lindberg    | Bounce                   | Black Saint.                        |
| 2000           | John Lindberg    | A Tree Frog Tonality     | Between The Lines.                  |
| 2002           | Fred Frith       | Digital Wildlife         | Tzadik.                             |
| 2002           | Fred Frith       | Freedom in Fragments     | Tzadik.                             |
| 2003           | John Zorn        | Voices in the Wilderness | Tzadik.                             |
| 2005           | Wadada Leo Smith | Yo Miles: Upriver        | Cuneiform Records.                  |